# Etyen Mahçupyan
Etyen Mahçupyan (Istanboel, 9 maart 1950) is een Turkse schrijver en journalist van Armeense afkomst. Hij is vaste columnist voor Karar. Van 2014 tot 2015 was hij de hoofdadviseur van de toenmalige Turkse premier Ahmet Davutoglu.

## Levensloop
Mahçupyan is geboren in 1950 als kind van een katholiek gezinde Armeens-Turkse familie. 
In 1968 studeerde hij aan de prestigieuze Robert College. In 1972 behaalde hij zijn Bachelor of Science in Chemische Technologie en twee jaar later zijn Master of Arts in Bedrijfsmanagement, aan de Bogaziçi Universiteit. Zijn tweede Master ‘Internationale Economie’ maakte hij af in 1977, aan de universiteit van Ankara. Na zijn afstuderen was hij hier ook werkzaam als academicus.
Na de coup van 1980 besloot hij te stoppen met zijn intellectuele bijdragen en activiteiten en ging het bedrijfsleven in. Tussen 1980-1995 is hij werkzaam geweest als bestuurder bij diverse ondernemingen waaronder zijn eigen bedrijf. 

## Politiek
Onder leiding van Cem Boyner heeft Mahçupyan korte tijd bijgedragen aan de opzet van de politieke partij Nieuwe Democratische Beweging. Deze partij heeft bij de media hoog in het vaandel gestaan maar bleek weinig steun te behalen tijdens de algemene verkiezingen in 1995. De partij haalde 0,48% van de stemmen. 

## Journalist
In 1997 maakte Mahçupyan de overstap naar de journalistiek. Hij was werkzaam als columnist voor Radikal tussen 1997-2000. Op 12 mei 2001 begon hij met schrijven voor Zaman en bleef daar tot 2014. Na de moord op zijn goede vriend Hrant Dink in 2007, volgde Mahçupyan hem op als hoofdredacteur van het Armeense weekblad Agos. Hij bleef aan tot 2010. Tussen 2014 en 2016 schreef hij voor Aksam en Daily Sabah. Sinds 2016 schrijft hij drie dagen in de week voor Karar.

## Adviseur Ahmet Davutoglu
In oktober 2014 is Mahçupyan aangesteld als hoofdadviseur van Ahmet Davutoglu. Dat was de eerste keer dat een minderheid van Armeense afkomst was aangewezen voor deze positie. Hij trad echter af op 9 maart 2015. Deze aankondiging werd gedaan na de dag dat Mahçupyan openlijk de Armeense Genocide erkende. Mahçupyan zelf verklaarde dat zijn vertrek hier niets mee te maken had. Hij zei dat hij in maart met pensioen moest vanwege de verplichte pensioenleeftijd voor ambtenaren maar dat hij informeel verder zou gaan met zijn functie als adviseur. 
Mahçupyan is een uitgesproken aanhanger van de regeringspartij AKP maar is tevens ook heel kritisch naar de partij toe. Zo schreef hij een column over waarom hij nog steeds de AKP blijft steunen terwijl hij enerzijds veel kritiek levert. Zijn columns gaan voornamelijk over het beleid van de AKP.

## Scenarist en Presentator
Mahçupyan was scenarist van Pains of Autumn en Mrs. Salkim's diamond. Hij presenteerde samen met Süleyman Seyfi Ögün het programma Paspartu.

## Publicaties
Boeken
- Timarhane Günlerim (2016)
- Içimizdeki Öteki (2015)
- 1915-2015 Yüzyillik Sorun (2014)
- Bir Zamanlar Ermeniler Vardi (2008)
- Bati'yi Anlamak (2008)
- Türkiye'yi Anlamak (2008)
- Liberallik Demokratlik Tartismasi (2008)
- Bir Demokratin Gündemi (2007)
- Içimizdeki Öteki (2005)
- Bir Zümre, Bir Parti: Türkiye'de Ordu (2004)
- Ikinci Tanzimat (2003)
- Bati'dan Dogu'ya, Dünden Bugüne Zihniyet Yapilari ve Degisim (2000)
- Radikal Yazilar 4: Büyük Travmanin Esiginde (2000)
- Radikal Yazilar 3: Yönetemeyen Cumhuriyet (2000)
- Radikal Yazilar 2 (2000)
- Radikal Yazilar 1 (1998)
- Türkiye’de Merkeziyetçilik: Devlet ve Din (1998)
- Ideolojiler ve Modernite (1997)
- Osmanli'dan Postmoderniteye (1996)
- Beyin Firtinasi: Demokrasi, Batililasma, Laiklik, Devlet, Yeni Dünya Düzeni (1997)
- Osmanli’dan Postmoderniteye (1996)

Films
- Pains of Autumn
- Mrs. Salkim's diamond

- Bibliothèque nationale de France: cb13536225d (data)
- Gemeinsame Normdatei: 1050865340
- International Standard Name Identifier: 0000 0000 3273 9214
- Library of Congress Control Number: n97907881
- Nationale Bibliotheek van Israël: 987007310382605171
- Système universitaire de documentation: 050662376
- Virtual International Authority File: 17384262
- WorldCat: E39PBJfh69TTqcBbWXyBjRQpfq